# Kōka (Ära)
Kōka (japanisch 弘化) ist eine japanische Ära (Nengō) von Januar 1845 bis März 1848 nach dem gregorianischen Kalender. Der vorhergehende Äraname ist Tempō, die nachfolgende Ära heißt Kaei. Der Beginn der Ära fällt in die Regierungszeit des Kaisers (Tennō) Ninkō.
Der erste Tag der Kōka-Ära (2.12.Tempō 15=Kōka 1) entspricht dem gregorianischen 9. Januar 1845, der letzte Tag (27.2.Kōka 5=Kaei 1) war der 31. März 1848. Die Kōka-Ära dauerte vier Jahre oder 1178 Tage.

## Ereignisse
- 13.2.Kaei 3/10. März 1846greg. Kōmei wird Tennō
- 24.3.Kaei 4/7. Mai 1847greg. Zenkōji-Erdbeben (善光寺地震) mit Epizentrum in der Zenkōji-Ebene (Zenkōji-daira; modern Nagano-bonchi, „Nagano-Becken“) in Shinano (heute Nagano)